# Weston County Courthouse
Das Weston County Courthouse in Newcastle, Wyoming, wurde von Charles A. Randall entworfen und zwischen 1910 und 1911 erbaut.
Das Gerichtsgebäude im Beaux-Arts-Stil ist das aufwändigste Gebäude in Newcastle und ein Symbol für den Wohlstand der Gemeinde zum Zeitpunkt seines Baus. Das Gerichtsgebäude verfügt über einen zweistöckigen zentralen Pavillon, der von gepaarten ionischen Säulen getragen wird, die ein Gebälk und einen Giebel tragen. Die Brüstung ist mit verzinkten Metallkugeln mit einer Statue der Gerechtigkeit auf dem Giebel verziert. Eine achteckige Kuppel mit Bogenfenstern krönt das Gebäude.
Der Bau des Gerichtsgebäudes war mit Vertragsschwierigkeiten verbunden. Der erste Auftragnehmer wurde entlassen und durch John L. Sundstrom, Oscar Linden, Carl Sjostrum und Robert Linden mit Erfahrung in der Steinmetzkunst ersetzt. Die Arbeiten waren 1911 abgeschlossen, rechtzeitig für einen Besuch im Oktober und eine Ansprache des US-Präsidenten William Howard Taft vor dem Gerichtsgebäude. 1953 wurde an der Westseite des Gebäudes ein dreistöckiger Flügel als Kriegerdenkmal hinzugefügt. Die ersten beiden Stockwerke bestehen aus Sandstein und das Obergeschoss aus Backstein, um mit dem Hauptgebäude übereinstimmen.
Das Weston County Courthouse wurde im September 2001 als Bauwerk in das National Register of Historic Places aufgenommen.